# Ибрахим Печевија
Ибрахим Печевија или Ибрахим Алајбеговић Печевија (османско турски: پچوى ابراهىم افندى; Печуј,1572. — Будим, 1650) био је османски босански историчар-хроничар Османског царства.

## Биографија
Рођен је у Печују у Османском царству (данас Мађарска), па отуда и његово име Печеви („из Печуја“). Његова мајка била је из босанске породице Соколовић. Име његовог оца није познато. Његов прадеда по оцу био је турски сипахи зван Кара Давут Ага који је био у служби Мехмеда II.
У многим местима био је провинцијски званичник, а историчар је постао након пензионисања 1641. године. Говорио је турски и српски језик врло добро. Година његове смрти није позната. Према Катипу Челебију, умро је у исламској 1061. години (1650. н.е.) док неки историчари мисле да је умро пре 1649.

## Дела
Ибрахим Печевија је познат по својој двотомној књизи  Tarih-i Peçevi („Печевијева историја“) о историји Османског царства, која представља главну референцу за период између 1520–1640. године. Информације о ранијим догађајима, Печеви је узео из претходних радова и казивања ветерана, док је његово време описано из прве руке и из прича о сведоцима. Печеви је био пажљив у референцама на све цитате, такође је био један од првих османских историчара који се служио европским писаним изворима. Делови Печевијевих хроника преведени су на турски, бошњачки, немачки, мађарски, грузијски и азербејџански језик.